# ألف بلير
ألف بلير (بالإنجليزية: Alf Blair)‏ هو لاعب دوري الرغبي أسترالي، ولد في 1896، وتوفي في 1944 في Coogee, New South Wales ‏ في أستراليا.